# Saint-Jean-de-Verges
Saint-Jean-de-Verges är en kommun i departementet Ariège i regionen Occitanien i södra Frankrike. Kommunen ligger  i kantonen Foix-Rural som ligger i arrondissementet Foix. År 2022 hade Saint-Jean-de-Verges 1 288 invånare.

## Befolkningsutveckling
Antalet invånare i kommunen Saint-Jean-de-Verges
Referens: INSEE